# Erika Jayne
Erika Girardi (Atlanta, 10 de julio de 1971), conocida profesionalmente como Erika Jayne, es una cantante, compositora, bailarina, personalidad de televisión, actriz y autora estadounidense. Criada en Atlanta, Girardi saltó a la fama con el lanzamiento de su sencillo debut «Roller Coaster», que encabezó la lista de canciones de Billboard Dance Club Songs en 2007; fue incluido en su álbum debut de estudio Pretty Mess en 2009. Jayne ha obtenido nueve canciones número uno en la lista Dance Club Songs hasta 2018. Ella ocupa el puesto 42 en Billboard de «Las 100 mejores artistas de Dance Club de todos los tiempos».
En 2015, ella formó parte del elenco de la sexta temporada del programa de telerrealidad, The Real Housewives of Beverly Hills, seguido de su papel en Dancing with the Stars en 2017. También ha desempeñado un papel recurrente como la agente inmobiliaria Farrah Dubose en la soap opera estadounidense The Young and the Restless. En 2018, Girardi lanzó su libro Pretty Mess, que se convirtió en un best seller del The New York Times. También es conocida por su trabajo filantrópico y activismo social, incluidos los derechos LGBT.

## Vida y carrera

### 1971-1998: da temprana y principios de carrera
Erika Girardi nació en Atlanta, Georgia el 10 de julio de 1971, hija de Renee Chahoy. Su madre, actriz y pianista de formación clásica, tenía solo 18 años cuando dio a luz a Girardi. Sus padres se separaron antes de su primer cumpleaños. Fue adoptada más tarde por la nueva pareja de su madre, se casaron y se divorciaron dos veces. En medio de los matrimonios, su padrastro la adoptó legalmente, pero cortó el contacto después del segundo divorcio de su madre. Girardi conoció a su padre biológico por primera vez a la edad de 25 años y lo comparó como «conocer a un extraño». Reveló que ha visto a su padre biológico solo dos veces después de su primera reunión, diciendo que «nunca, nunca había reconocido mi existencia, a nadie, y obviamente a sí mismo también». Ella tuvo una relación cercana con sus abuelos, Hollis y Ann Peek. El abuelo de Girardi, a quien llamó «el único padre que he conocido», murió en julio de 2010 a la edad de 81 años. Su abuela murió en noviembre de 2014 a la edad de 86 años, con la enfermedad de Alzheimer. «Mi abuela y yo solíamos hablar por teléfono durante una hora todos los días sobre cualquiera cosa. Cuando esas llamadas se detuvieron, fue lo más difícil. Porque sabía que ella ya no podía comunicarse. Siempre había recibido tanta fuerza y ese amor de esas llamadas telefónicas y cuando se detuvieron, era una marca real de, "Esto se acabó, Erika. La mujer que conoces ya no está"», dijo en un episodio de The Real Housewives of Beverly Hills.
Jayne asistió a la North Atlanta High School. Ella se inscribió en un programa magnet para las artes escénicas en la escuela secundaria, y dijo: «Allí es donde realmente aprendes a amar el escenario y perfeccionar tus habilidades iniciales. No cambiaría esa experiencia por nada en el mundo». Sus primeros trabajos en la industria del entretenimiento incluyeron hacer modelaje y comerciales locales cuando era niña. A los 18 años, se mudó a Nueva York. Cantó como miembro de varios girl groups mientras vivía en Nueva York, incluso grabando canciones con The Flirts y se presentó con I-Dolls. Durante este tiempo conoció al italiano Thomas Zizzo, cuando trabajaba como DJ en un club de Manhattan. La pareja se casó en diciembre de 1991 en la Catedral de San Patricio. Ella describió la boda como «grande, detestable y rosada». Poco después dio a luz a su hijo, Thomas Zizzo, Jr. Después de que la pareja se divorció unos años más tarde, se trasladó a Los Ángeles para perseguir su sueño de convertirse en cantante e intérprete. Después de mudarse de Nueva York a Los Ángeles para seguir una carrera en la música, tomó varios trabajos de salario mínimo para mantenerse.
Jayne comenzó su carrera como actriz en la década de 1990 al aparecer en pequeños papeles en varias producciones de cine y televisión. Apareció como Cindy Butterworth en la serie dramática policial High Incident, además de tener papeles en las películas independientes Lowball y Alchemy. También apareció como Suzanne Morton en Law & Order, en el episodio «Prescription for Death». Ella fue la primera persona en «morir» en el programa. En 1991, hizo su segunda aparición en el programa en el episodio «Violence of Summer».

### 1999-2017: Álbum debut y proyectos de televisión
En 1999, Jayne se casó con el abogado Thomas Girardi, socio fundador de Girardi & Keese en el centro de Los Ángeles. Ella ha comentado sobre como pasó sus primeros 30 años centrándose en su vida con su esposo, diciendo: «Mi esposo es abogado y yo viví la vida de la esposa de un abogado. Estuve con él todo el tiempo. Y luego, finalmente dije: "¿Sabes qué? Tengo que volver y cantar y hacer lo que amo por mí", y así nació Erika Jayne». Manteniéndose fiel a su amor por la música, el primer sencillo de Jayne «Roller Coaster» fue lanzado el 1 de enero de 2007. La canción alcanzó el número uno en la lista de Billboard, Hot Dance Club Play. El álbum debut de Jayne, Pretty Mess, fue lanzado en Estados Unidos el 11 de agosto de 2009. Sheila E. es quien toca la percusión en la canción «Time to Realize», además el álbum incluye una versión de «Sex Shooter» de Apollonia 6 de 1984. Peter Rafelson y Eric Kupper fueron productores y coescritores de Pretty Mess, mientras que los cantautores canadienses Esthero, Jahi Lake e Ike Dirty contribuyeron como producciones adicionales. Los otros sencillos del álbum fueron «Stars», «Give You Everything» y «Pretty Mess». El álbum generó un total de cuatro sencillos número uno en la lista Hot Dance Club Play, empatando con Rihanna y The Pussycat Dolls por la mayor cantidad de sencillos número uno en su primer lanzamiento. Ella lanzó tres versiones diferentes de video musical de «Give You Everything». Los videos musicales fueron dirigidos por el director de largometrajes Marty Thomas. La remezcla de «Give You Everything» se ubicó en el número 2 en la lista Music Week Upfront Club Chart y en el número 6 en la lista Music Week Commercial Pop Club Chart,  marcando su primera vez en llegar a las listas del Reino Unido. Jayne apoyó el lanzamiento de Pretty Mess con fechas de giras y apariciones en festivales y clubes en todo Estados Unidos. En noviembre de 2010, Jayne anunció la creación de su propio sello discográfico, Pretty Mess Records.
«One Hot Pleasure», lanzado en 2010, fue escrito y producido por Dave Audé, coescrito por Luciana Caporaso y Nick Clow. En noviembre de 2011, lanzó su sencillo número 1, «Party People (Ignite the World)». Los críticos de música dieron a la canción críticas positivas. En 2012, grabó «All Things Aside», que fue lanzado para la banda sonora de la película de comedia The Watch , protagonizada por Ben Stiller y Vince Vaughn. Su música ha aparecido en varias películas, entre ellas, The Neighbor (2007), Deal (2008), Hit and Run (2009), American Summer (2011) y High Society (2017). En 2013, lanzó un sencillo con el rapero estadounidense Flo Rida, «Get it Tonight». El video musical de la canción obtuvo más de tres millones de visitas en YouTube y fue bien recibido por los fanáticos. En septiembre de 2014, Jayne logró su séptimo sencillo número uno con «PAINKILLR». El sencillo producido por Scott Storch, «Crazy», con Maino fue lanzado el 15 de febrero de 2015. Un video musical de la canción presenta a Jayne bailando en un club clandestino con un séquito de bailarines. Jayne lanzó su nuevo sencillo «How Many Fucks» el 19 de abril de 2016.
En 2015, se unió al elenco de The Real Housewives of Beverly Hills para la sexta temporada del programa. Ella pronto se convirtió en una favorita de los fanes en el programa y su aparición fue bien recibida por el público. Se informó en el verano de 2016, que Jayne regresaría para la séptima temporada del programa. En julio de 2016, apareció en el telefilme de ciencia ficción, Sharknado: The 4th Awakens. En octubre de 2016, Jayne apareció en la serie de Animal Planet, Tanked, en el episodio «Real Aquariums of Beverly Hills». El 7 de noviembre de 2016, Entertainment Weekly dio la noticia de que Jayne sería invitada en la soap opera de CBS, The Young and the Restless, como Farrah Dubose, y compartiría escenas con su compañera de Real Housewives, Eileen Davidson. Jayne presentó su último sencillo «XXpen$ive» por primera vez en Watch What Happens Live with Andy Cohen el 4 de enero de 2017. El video musical para el sencillo fue lanzado oficialmente el 15 de febrero de 2017. Ella describió la canción como «desbordante, fabulosa y divertida». En mayo de 2017, la canción fue presentada en un episodio de Saturday Night Live como Chris Pine y Bobby Moynihan teniendo un batalla de sincronía de labios con la canción.
El 1 de marzo de 2017, Jayne fue revelada como una de los concursantes que competirían en la temporada 24 de Dancing with the Stars. Ella fue emparejada con el bailarín profesional Gleb Savchenko, quien había sido emparejado con la coestrella de Jayne en The Real Housewives of Beverly Hills, Lisa Vanderpump, cuando compitió en la temporada 16. El 17 de abril de 2017, ellos fueron la cuarta pareja eliminada terminando en el noveno puesto. Jayne fue hospitalizada después de sufrir una lesión en el hombro durante su estadía en Dancing with the Stars. Ella tuvo un procedimiento quirúrgico para una rotura de la parte superior del cuerpo en mayo de 2017. En julio de 2017, Jayne anunció que se había asociado con la marca de maquillaje BeautyBlender. The Beautyblender Swirl protagonizado por Jayne estuvo disponible en Sephora el 8 de julio de 2017. En agosto de 2017, los medios de comunicación anunciaron que está colaborando con Too Faced Cosmetics, posiblemente en nuevos productos. Ella fue el rostro de la campaña «Better Than Sex Mascara» de Too Faced' en octubre de 2017.

### 2018: Memoria y nueva música
En enero de 2018, apareció en un episodio temático de Christina Aguilera en Lip Sync Battle compitiendo contra Taye Diggs. Interpretó los famosos éxitos de Aguilera, «Fighter» y «Genie in a Bottle». También ha actuado previamente en la fiesta de cumpleaños 36 de Aguilera en diciembre de 2016. El 5 de marzo de 2018, ella apareció como copresentadora invitada en Dish Nation de FOX.

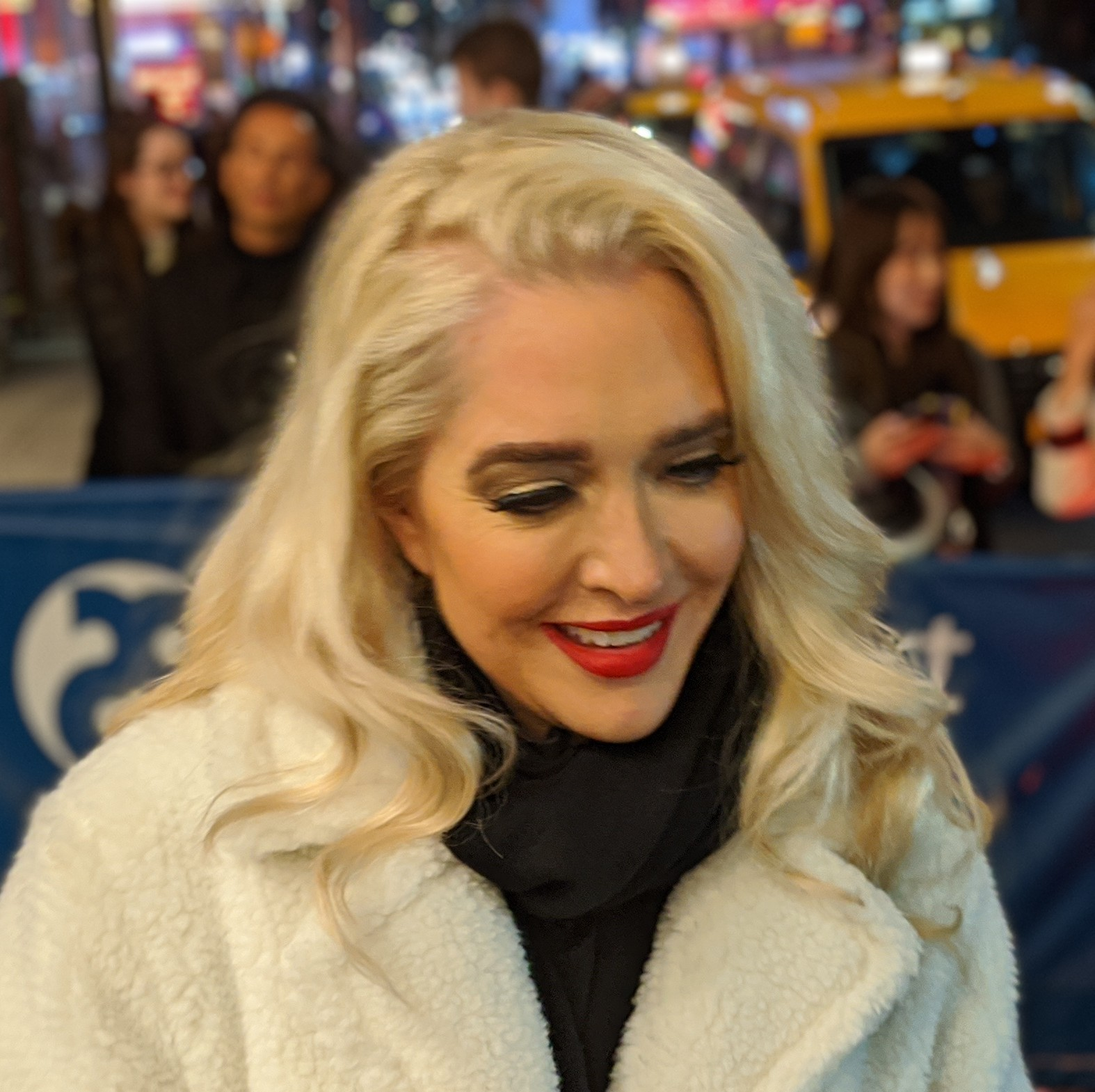
Girardi en 2020, tras una presentación del musical Chicago.

A principios de 2018, publicó una memoria con Brian Moylan, Pretty Mess, con fotos en color e historias personales. «Espero que mi historia íntima pueda inspirar a los lectores a convertirse en su propio desorden fuerte, confiado y vibrante», dijo en el comunicado de prensa del libro. El libro fue quinto en la lista de Best Seller del New York Times. En marzo de 2018, apareció en una película de Vogue y en un cortometraje después de pasar un día trabajando para la revista de moda. Su último sencillo, «Cars» fue lanzado el 10 de abril de 2018. La canción interpola el coro del famoso sencillo de L'Trimm, «Cars With the Boom» (1988). Tras su lanzamiento, «Cars» ha recibido una recepción en su mayoría favorable por parte de los críticos musicales, que notaron la canción como significativamente diferente de sus lanzamientos anteriores. En mayo de 2018, se anunció que volvería a interpretar su papel como la agente de bienes raíces Farrah Dubose en The Young and the Restless  para un período de dos episodios como invitada. Después de la especulación de los medios, Girardi confirmó que regresará para la novena temporada de The Real Housewives of Beverly Hills. Presentó Billboard Music Awards Red Carpet Live junto con AJ Gibson el 20 de mayo de 2018.

## Imagen pública
Después de su papel en The Real Housewives of Beverly Hills, Girardi recibió una gran cantidad de fama y atención de los medios. Su sentido de la moda también ha servido como un aspecto importante de su carrera, ya que sus opciones de moda a menudo son reconocidas por los medios de comunicación. En 2018, fue la primera estrella de la franquicia de medios The Real Housewives para asistir a los Premios de Moda CFDA y se colocó en varias «listas de las mejor vestidas» después de su aparición en el programa de premios. Ha aparecido en varios editoriales de revistas (Paper, Flaunt, V, People, Life & Style, CR Fashion Book) y portadas (Pasadena, CVLUX, Genlux, Celebrity Page). Jayne nombra a Rita Hayworth y Marilyn Monroe como sus iconos de estilo. También ha comentado cómo su madre y su abuela han sido una inspiración continua para ella. Ella fue parodiada en el boceto de New Wife por Cecily Strong en el programa nocturno Saturday Night Live emitido el 4 de noviembre de 2017. En diciembre de 2017, el juego móvil de Kim Kardashian, Kim Kardashian: Hollywood agregó a Jayne como un nuevo personaje virtual como parte de una búsqueda especial para los jugadores. En 2017, ella también comenzó a copresentar varios programas de televisión, incluyendo programas de coberturas y especiales de alfombras rojas.
| «Recuerdo estar en esos clubes y siempre había una canción que te haría desear tirar tu bebida a un lado y salir corriendo y bailar con todo tu corazón. Y me di cuenta al instante que esos eran los tipos de discos que quería hacer. Estuve fuertemente influenciada por Madonna y quería transmitir ese mismo sentimiento».——Girardi sobre sus influencias |

También ha sido nombrada por el público como una sensación de dance-pop. Ella creó un alter ego, «Erika Jayne» cuando actuaba en el escenario. Describió su alter ego diciendo: «Erika Jayne es 100% yo. Obviamente es una persona del escenario, una persona de escenario exagerada, pero ella sigue siendo, en su corazón, yo. hay un poco de showman en todos nosotros, y es solo cuestión de si sacas eso de ti o si dejas que se muestre». Las actuaciones y viajes de Jayne también se han creado en un libro del fotógrafo Marco Bollinger. Jayne ha recibido elogios por su presencia en el escenario y su voz durante las presentaciones en vivo.
Después de su aparición en Dancing with the Stars, Girardi fue el centro de las críticas por ser demasiado atrevida. «Sé que la salsa es un tipo de baile sexy. Para mí, era un poco demasiado obsceno, pero soy lo que soy», le dijo Len Goodman, juez de Dancing with the Stars. Otros jueces, incluyendo a Julianne Hough, elogiaron la actuación y dijeron que era bueno para Erika alentar a las mujeres a verse a sí mismas como seres sexuales. «Sentí que [las críticas] eran más personales que técnicas», dijo más tarde Girardi en el programa SiriusXM de Jenny McCarthy.
Jayne apoya a la comunidad LGBTQ en todo el mundo y «se siente como en casa con la comunidad», ya que tiene varios amigos gays. Ella es considerada un icono gay, y la comunidad gay la ha adoptado como un icono de la cultura pop. Fue nombrada «News Ally Entertainer of 2015» en los LGBT Ally Awards en reconocimiento a su continuo apoyo a los derechos y la igualdad de las personas LGBTQ en todo el mundo. A menudo se presenta en eventos y festivales LGBTQ, incluidos desfiles de orgullo en Los Ángeles, San Francisco, Dallas, Toronto y Long Beach. En 2017, fue la cabeza de la 28.ª fiesta anual de los GLAAD Media Awards. En junio de 2018, Billboard publicó su «carta de amor» a la comunidad LGBTQ en celebración del Mes del Orgullo. En la carta, agradeció a la comunidad por asistir a sus conciertos, apoyando su carrera televisiva y haciéndola sentir libre y empoderada.

## Filantropía
Girardi y su esposo son filántropos y juntos contribuyen a su comunidad con donaciones caritativas frecuentes.  En 2015, participó en una marcha de protesta contra el Festival de carne de perro de Yulin, donde cientos de partidarios marcharon hacia el consulado chino. La marcha de protesta fue organizada por la coestrella de The Real Housewives of Beverly Hills, Lisa Vanderpump, y Girardi describió la marcha como su «evento de caridad favorito». Organizó la tercera edición anual «Run to Remember - Los Angeles» en honor a los oficiales de policía y socorristas caídos en The Grove el 8 de abril de 2018. El evento recauda fondos para servir a las familias de aquellos que han caído, así como apoyar una variedad de programas comunitarios tales como mentores de la policía, educación y becas para jóvenes, equipos para la policía local y departamentos de bomberos, programas para jóvenes en riesgo y apoyo para veteranos.

## Discografía

### Álbumes de estudio
| Pretty Mess                                                                            | - Realizado: 11 de agosto de 2009 - Sello: E1 Entertainment - Formato: CD, descarga digital | — |
| "—" Denota los lanzamientos que no alcanzaron o no fueron liberados en ese territorio. |                                                                                             |   |

### Sencillos
| Año  | Sencillo                          | Puesto    | Puesto                    | Puesto           | Álbum               |
| Año  | Sencillo                          | EUA Dance | EUA Hot Dance/ Electronic | EUA Global Dance | Álbum               |
| ---- | --------------------------------- | --------- | ------------------------- | ---------------- | ------------------- |
| 2007 | «Roller Coaster»                  | 1         | —                         | —                | Pretty Mess         |
| 2007 | «Stars»                           | 1         | —                         | 33               | Pretty Mess         |
| 2009 | «Give You Everything»             | 1         | —                         | 16               | Pretty Mess         |
| 2009 | «Give You Everything» (Remix)     | 5         | —                         | —                | Pretty Mess         |
| 2010 | «Pretty Mess»                     | 1         | —                         | 19               | Pretty Mess         |
| 2010 | «One Hot Pleasure»                | 1         | —                         | 24               | Sencillos sin álbum |
| 2011 | «Party People (Ignite the World)» | 1         | —                         | 25               | Sencillos sin álbum |
| 2013 | «Get It Tonight» (con Flo Rida)   | —         | 20                        | —                | Sencillos sin álbum |
| 2014 | «Painkillr»                       | 1         | 25                        | —                | Sencillos sin álbum |
| 2014 | «You Make Me Wanna Dance»         | —         | —                         | —                | Sencillos sin álbum |
| 2015 | «Crazy» (con Maino)               | 1         | —                         | —                | Sencillos sin álbum |
| 2016 | «How Many Fucks»                  | 1         | —                         | —                | Sencillos sin álbum |
| 2017 | «Xxpen$ive»                       | —         | —                         | —                | Sencillos sin álbum |
| 2018 | «Cars»                            | —         | —                         | —                | Sencillos sin álbum |

### Apariciones en bandas sonoras
| Año  | Canción                                        | Álbum                                        |
| ---- | ---------------------------------------------- | -------------------------------------------- |
| 2009 | «Just a Phase» (Versión Retro) «I Lose Myself» | The Neighbor (Music from the Motion Picture) |
| 2012 | «All Things Aside»                             | The Watch Original Motion Picture Soundtrack |

## Filmografía

### Como personalidad

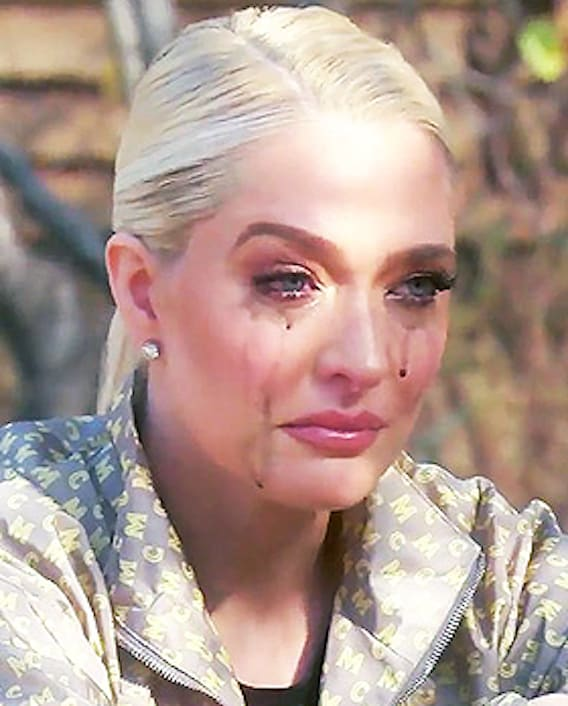
Erika Jayne en The Real Housewives of Beverly Hills.

| Año           | Título                                 | Papel                   | Notas                                                                         |
| ------------- | -------------------------------------- | ----------------------- | ----------------------------------------------------------------------------- |
| 2015–presente | The Real Housewives of Beverly Hills   | Ella misma              | Serie regular (temporada 6-presente)                                          |
| 2016          | Tanked                                 | Invitada                | «Real Aquariums of Beverly Hills» (temporada 11, episodio 3)                  |
| 2016          | The Bravos                             | Intérprete              | Una entrega de premios de la cultura pop                                      |
| 2017          | Live from the Red Carpet               | Copresentadora          | «Premios Grammy de 2017» (12 de febrero de 2017)                              |
| 2017          | Fashion Police                         | Copresentadora          | «Premios Primetime Emmy de 2017» (temporada 7, episodio 709)                  |
| 2017          | American Music Awards Pre-Show         | Copresentadora          | «Premios American Music de 2017» (19 de noviembre de 2017)                    |
| 2017          | Dancing with the Stars                 | Concursante             | Serie de televisión de competencia de baile (5 episodios)                     |
| 2017          | Watch What Happens Live                | Invitada musical        | «Erika Jayne & Kenya Moore» (temporada 14, episodio 1)                        |
| 2017          | Then and Now with Andy Cohen           | Invitada                | Miniserie documental de televisión (4 episodios)                              |
| 2018          | Lip Sync Battle                        | Intérprete              | «Tributo a Christina Aguilera" (temporada 4, episodio 1)                      |
| 2018          | Dish Nation                            | Copresentadora invitada | «Episode #6.131» (temporada 6, episodio 131)                                  |
| 2018          | Hollywood Medium                       | Invitada                | «Erika Jayne, K. Michelle, Rick Fox, Padma Lakshmi» (temporada 3, episodio 5) |
| 2018          | Billboard Music Awards Red Carpet Live | Presentadora            | Programa de premios; 20 de mayo de 2018                                       |

### Como actriz
| Año        | Título                     | Papel             | Notas |
| ---------- | -------------------------- | ----------------- | --- |
| 1990–1991  | Law & Order                | Suzanne Morton    | Sin acreditar «Prescription for Death» (temporada 1, episodio 1) «Violence of Summer» (temporada 1, episodio 14) |
| 1995       | Alchemy                    | Kitty             | Película de televisión                                                                                           |
| 1996       | High Incident              | Cindy Butterworth | Acreditada como Erika Chahoy                                                                                     |
| 1996       | Lowball                    | Kate              | Acreditada como Erika Chahoy                                                                                     |
| 2016       | Sharknado: The 4th Awakens | Tech Frances      | Película de televisión                                                                                           |
| 2016, 2018 | The Young and the Restless | Farrah Dubose     | Papel recurrente (4 episodios)                                                                                   |

## Trabajos publicados
- Jayne, Erika. Pretty Mess. New York: Gallery Books, 2018. ISBN 1501181890.

## Premios y nominaciones
| Año  | Asociación                 | Categororía                                 | Trabajo                              | Resultado |
| ---- | -------------------------- | ------------------------------------------- | ------------------------------------ | --------- |
| 2015 | LGBT Ally Awards           | News Ally Entertainer                       |                                      | Ganadora  |
| 2016 | The Bravos Awards          | Premio Sorry Not Sorry                      | The Real Housewives of Beverly Hills | Ganadora  |
| 2016 | The Bravos Awards          | Best Jumpsuit Achievement                   |                                      | Nominada  |
| 2016 | The Real Housewives Awards | Secretary of Shade                          | The Real Housewives of Beverly Hills | Nominada  |
| 2016 | The Real Housewives Awards | Secretary of Interior Design                | The Real Housewives of Beverly Hills | Nominada  |
| 2017 | The Real Housewives Awards | Most Likely to Succeed (en lectura)         | The Real Housewives of Beverly Hills | Nominada  |
| 2017 | The Real Housewives Awards | Best Friends (compartido con Kyle Richards) | The Real Housewives of Beverly Hills | Nominada  |
| 2017 | The Real Housewives Awards | Best Style                                  | The Real Housewives of Beverly Hills | Ganadora  |